# Watergun
"Watergun" é uma canção do cantor suíço Remo Forrer, lançada como single a 7 de março de 2023. A canção representou a Suíça no Festival Eurovisão da Canção 2023 após ser selecionada internamente pela SRG SSR.

## Lançamento
O videoclipe da música foi lançado a 7 de março de 2023 no canal oficial do YouTube do Festival Eurovisão da Canção. A música também foi lançada nas plataformas digitais no mesmo dia.

## Festival Eurovisão da Canção
A Suíça foi classificada para a primeira semi-final e deverá atuar na segunda parte do espetáculo. No final da primeira meia-final, realizada a 9 de maio de 2023, a Suíça qualificou-se para a final, sendo a terceira nação a ser anunciada como qualificada e pronta para atuar na final em 13 de maio de 2023. Para a grande final, a Suíça foi sorteada para competir na primeira parte.